# Sventevith (Storming Near the Baltic)
Sventevith (Storming Near the Baltic) är det polska black metal-bandet Behemoths första fullängdsalbum, och gavs ut av Pagan Records 1995. Texterna till From the Pagan Vastlands och Hidden in a Fog är skrivna av Tomasz Krajewski, all övrig text och musik är skrivna av Nergal.
Albumtitelns Sventevith är en krigsgud i slavisk mytologi. Han var också alla andra gudars fader.

## Låtlista
1. "Chant of the Eastern Lands" – 5:43
2. "The Touch of Nya" – 0:57
3. "From the Pagan Vastlands" – 5:30
4. "Hidden in a Fog" – 6:49
5. "Ancient" – 2:01
6. "Entering the Faustian Soul" – 5:35
7. "Forgotten Cult of Aldaron" – 4:35
8. "Wolves Guard My Coffin" – 4:29
9. "Hell Dwells in Ice" – 5:50
10. "Transylvanian Forest" (bonusspår) – 4:53
11. "Sventevith (Storming Near the Baltic)" (bonusspår) – 5:59

## Banduppsättning
- Adam "Nergal" Darski - sång, gitarr
- Adam "Baal Ravenlock" Muraszko - percussion